# Тимур и неговата команда
„Тимур и неговата команда“ (на руски: Тимур и его команда) е детски разказ от съветския писател Аркадий Гайдар (1904 – 1941).
Аркадий Гайдар започва да пише историята в Москва през декември 1939 г. Историята, завършена през лятото на 1940 г., е заснета през същото лято и постига успех. Разказът е публикуван през есента в седмичното списание „Пионерская правда“, с продължение следващата седмица, между 5 септември 1940 г. и 8 октомври 1940 г. Издаден е като книга през 1941 г. и в продължение на десетилетия е използван активно от съветската пропаганда сред децата, като дълги години е част от учебната програма както в Съветския съюз, така и в страни от Източния блок, включително в България. Книгата е преведена на 75 езика и има повече от 14 милиона продажби.
По време на ВСВ детските лагери в СССР нарастват от 19 до около 100 от 1941 до 1942 г. заради евакуация на деца от заплашените от окупация места. Сред евакуираните деца в Чистополие е и синът на Аркадий Гайдар – Тимур. По неговото име възниква наименованието „тимуровец“ – дете, което се труди и помага на възрастните, преживявайки заедно с тях трудните години на война, нищета и глад.

## Сюжет
СССР, лятото на 1940 г. Женя, дъщерята на командира от Червената армия полковник Александров, среща връстника си Тимур в дача край Москва.
Сестра ѝ Олга бърка Тимур с хулиган и забранява на по-малката си сестра да бъде приятелка с него. Всъщност Тимур е командир на група пионери, живеещи във ваканционно селище и тайно оказващи помощ на възрастни хора и семейства на войници от Червената армия.
В същото село има банда хулигани, начело с Мишка Квакин. Пионерите влизат в конфронтация с тези хулигани.
През нощта бащата на Женя идва в Москва за няколко часа. Олга, която е заминала за Москва, изпраща на Женя телеграма. Но Женя закъснява за последния влак. Тимур ѝ помага, като я довежда до Москва на мотоциклет. Момичето среща баща си. На следващия ден Женя и Олга, които разбират, че Тимур пожелава добро на сестра си, се връщат в дачата. Момчетата придружават чичо Тимур до фронта и се събират, за да се сбогуват, защото някои вече тръгват към дома.

## На български
- Гайдар, Аркадий. Тимур и неговата команда. Съдбата на барабанчика.   София, Народна младеж, 1969. с. 192. Превод Георги Жечев, Милка Спасова.
- Гайдар, Аркадий. Тимур и неговата команда. Съчинения в четири тома.   София, Народна младеж, 1976. с. 189 Т 4.
- Гайдар, Аркадий. Тимур и неговата команда.   София, Отечество, 1985. ISBN 9537621231. с. 103.

## В киното
- „Тимур и неговата команда“ (Тимур и его команда) – детски приключенски игрален филм от 1940 г., базиран на оригиналния сценарий на Аркадий Гайдар, режисиран от Александър Разумни, заснет в студио „Союздетфилм“.[4]
- „Клетвата на Тимур“ (Клятва Тимура) – детски приключенски игрален филм от 1942 г., заснет в Сталинабадското филмово студио (дн. „Таджикфильм“) и „Союздетфилм“ от режисьорите Лев Кулешов и Александър Хохлов по оригиналния сценарий на Аркадий Гайдар (последния му сценарий).
- „Комендантът на снежната крепост“ (Комендант снежной крепости) – филмова адаптация от 1965 г. по оригиналния сценарии на Гайдар, написан през 1940 г. и публикуван за първи път през 1941 г.
- „Тимур и неговата команда“ (Тимур и его команда) – детски приключенски игрален филм от 1977 г., заснет в „Одеска киностудия“, сценаристи Александър Бланк, Сергей Линков, Нина Давидова, оператор Генадий Карюк, композитор Григорий Фрид, с участието на Антон Табаков, Инга Третякова, Вячеслав Баранов.[5]
- „Тимур и команда“ (Тимур и команда) – детски приключенски игрален филм от 2014 г. Разказва се за 10-годишния Тимур, който отива при дядо си Корней за лятото и намира книгата в плевнята. След като я прочита, решава да създаде свой собствен екип, за да помогне на нуждаещите се. Режисьор Наталия Морозова, сценарий Денис Беспалий, Владимир Морозов и Наталия Морозова, с участието на Денис Беспалий, Наталия Чернявская, Злата Глуховская.[6]